# Phyllophaga xerophila
Phyllophaga xerophila är en skalbaggsart som beskrevs av Saylor 1939. Phyllophaga xerophila ingår i släktet Phyllophaga och familjen Melolonthidae. Inga underarter finns listade i Catalogue of Life.